# Elvino Dias
Elvino Bernardo António Dias (Inhassunge - Zambézia) 27 de Abril de 1979 -  Maputo,19 de Outubro de 2024) foi um advogado moçambicano e defensor dos direitos humanos, amplamente reconhecido por seu papel como conselheiro jurídico do político Venâncio Mondlane.

## Biografia
Elvino Dias formou-se em Direito pela Universidade Eduardo Mondlane, onde desenvolveu um forte interesse por questões de direitos humanos e justiça social. Dias se destacou como advogado, defendendo casos de grande relevância no contexto político moçambicano.
Durante sua carreira, Dias foi um defensor ativo dos direitos civis e políticos em Moçambique, especialmente em um período marcado por tensões políticas e desafios à democracia. Ele se tornou advogado de Venâncio Mondlane, apoiando-o em sua candidatura presidencial e em questões legais relacionadas ao processo eleitoral.

## Contribuições
Elvino Dias foi defensor da transparência e da justiça no processo eleitoral em Moçambique. Dias denunciou publicamente ameaças à sua vida e à de Venâncio Mondlane, alertando sobre planos de assassinato que visavam ambos. Sua atuação foi crucial durante as eleições gerais de 9 de outubro de 2024, onde ele e Mondlane enfrentaram um ambiente hostil e repleto de irregularidades.
Elvino Dias foi assassinado em 19 de outubro de 2024, em um ataque armado que também resultou na morte de Paulo Guambe, mandatário do partido PODEMOS. O ataque ocorreu em Maputo, quando ambos foram interceptados por indivíduos armados enquanto estavam em um veículo .O assassinato de Dias e Guambe gerou condenações internacionais e pedidos de investigação por parte da União Europeia e de várias organizações de direitos humanos. 

## Legado
O legado de Elvino Dias é marcado por sua luta pela verdade eleitoral e pelos direitos humanos em Moçambique. Sua morte foi um golpe para a democracia no país e destacou os riscos enfrentados por aqueles que se opõem à violência política. Dias é lembrado como um defensor incansável da justiça e da dignidade humana, e seu trabalho continua a inspirar ativistas e defensores dos direitos humanos em Moçambique e além.